# Nummer 1-hits in de Billboard Hot 100 in 2010
Deze hits stonden in 2010 op nummer 1 in de Billboard Hot 100, de bekendste Amerikaanse hitlijst.
| Nummer | Datum        | Artiest                                        | Titel                    |
| ------ | ------------ | ---------------------------------------------- | ------------------------ |
| 980    | 2 januari    | Ke$ha                                          | TiK ToK                  |
|        | 9 januari    | Ke$ha                                          | TiK ToK                  |
|        | 16 januari   | Ke$ha                                          | TiK ToK                  |
|        | 23 januari   | Ke$ha                                          | TiK ToK                  |
|        | 30 januari   | Ke$ha                                          | TiK ToK                  |
|        | 6 februari   | Ke$ha                                          | TiK ToK                  |
|        | 13 februari  | Ke$ha                                          | TiK ToK                  |
|        | 20 februari  | Ke$ha                                          | TiK ToK                  |
|        | 27 februari  | Ke$ha                                          | TiK ToK                  |
| 981    | 6 maart      | The Black Eyed Peas                            | Imma Be                  |
|        | 13 maart     | The Black Eyed Peas                            | Imma Be                  |
| 982    | 20 maart     | Taio Cruz featuring Ludacris                   | Break Your Heart         |
| 983    | 27 maart     | Rihanna                                        | Rude Boy                 |
|        | 3 april      | Rihanna                                        | Rude Boy                 |
|        | 10 april     | Rihanna                                        | Rude Boy                 |
|        | 17 april     | Rihanna                                        | Rude Boy                 |
|        | 24 april     | Rihanna                                        | Rude Boy                 |
| 984    | 1 mei        | B.o.B featuring Bruno Mars                     | Nothin' on You           |
|        | 8 mei        | B.o.B featuring Bruno Mars                     | Nothin' on You           |
| 985    | 15 mei       | Usher featuring will.i.am                      | OMG                      |
| 986    | 22 mei       | Eminem                                         | Not Afraid               |
| 985    | 29 mei       | Usher featuring will.i.am                      | OMG                      |
|        | 5 juni       | Usher featuring will.i.am                      | OMG                      |
|        | 12 juni      | Usher featuring will.i.am                      | OMG                      |
| 987    | 19 juni      | Katy Perry featuring Snoop Dogg                | California Gurls         |
|        | 26 juni      | Katy Perry featuring Snoop Dogg                | California Gurls         |
|        | 3 juli       | Katy Perry featuring Snoop Dogg                | California Gurls         |
|        | 10 juli      | Katy Perry featuring Snoop Dogg                | California Gurls         |
|        | 17 juli      | Katy Perry featuring Snoop Dogg                | California Gurls         |
|        | 24 juli      | Katy Perry featuring Snoop Dogg                | California Gurls         |
| 988    | 31 juli      | Eminem featuring Rihanna                       | Love the Way You Lie     |
|        | 7 augustus   | Eminem featuring Rihanna                       | Love the Way You Lie     |
|        | 14 augustus  | Eminem featuring Rihanna                       | Love the Way You Lie     |
|        | 21 augustus  | Eminem featuring Rihanna                       | Love the Way You Lie     |
|        | 28 augustus  | Eminem featuring Rihanna                       | Love the Way You Lie     |
|        | 4 september  | Eminem featuring Rihanna                       | Love the Way You Lie     |
|        | 11 september | Eminem featuring Rihanna                       | Love the Way You Lie     |
| 989    | 18 september | Katy Perry                                     | Teenage Dream            |
|        | 25 september | Katy Perry                                     | Teenage Dream            |
| 990    | 2 oktober    | Bruno Mars                                     | Just the Way You Are     |
|        | 9 oktober    | Bruno Mars                                     | Just the Way You Are     |
|        | 16 oktober   | Bruno Mars                                     | Just the Way You Are     |
|        | 23 oktober   | Bruno Mars                                     | Just the Way You Are     |
| 991    | 30 oktober   | Far East Movement featuring The Cataracs & Dev | Like a G6                |
|        | 6 november   | Far East Movement featuring The Cataracs & Dev | Like a G6                |
| 992    | 13 november  | Ke$ha                                          | We R Who We R            |
| 993    | 20 november  | Rihanna featuring Drake                        | What's My Name?          |
| 991    | 27 november  | Far East Movement featuring The Cataracs & Dev | Like a G6                |
| 994    | 4 december   | Rihanna                                        | Only Girl (In the World) |
| 995    | 11 december  | P!nk                                           | Raise Your Glass         |
| 996    | 18 december  | Katy Perry                                     | Firework                 |
|        | 25 december  | Katy Perry                                     | Firework                 |

1940 ·
1941 · 
1942 ·
1943 ·
1944 ·
1945 ·
1946 ·
1947 ·
1948 ·
1949 ·
1950 ·
1951 ·
1952 ·
1953 ·
1954 ·
1955 ·
1956 ·
1957 ·
1958 ·
1959 ·
1960 ·
1961 ·
1962 ·
1963 ·
1964 ·
1965 ·
1966 ·
1967 ·
1968 ·
1969 ·
1970 ·
1971 ·
1972 ·
1973 ·
1974 ·
1975 ·
1976 ·
1977 ·
1978 ·
1979 ·
1980 ·
1981 ·
1982 ·
1983 ·
1984 ·
1985 ·
1986 ·
1987 ·
1988 ·
1989 ·
1990 ·
1991 ·
1992 ·
1993 ·
1994 ·
1995 ·
1996 ·
1997 ·
1998 ·
1999 ·
2000 ·
2001 ·
2002 ·
2003 ·
2004 ·
2005 ·
2006 ·
2007 ·
2008 ·
2009 ·
2010 ·
2011 ·
2012 ·
2013 ·
2014 ·
2015 ·
2016 ·
2017 ·
2018 ·
2019 ·
2020 ·
2021 ·
2022 ·
2023
- Nederland (Top 40)
- Nederland (Single Top 100)
- Nederland (3FM Mega Top 50)
- Nederland (iTunes Top 30)
- Nederland (Kink 40)
- Vlaanderen (Radio 2 Top 30)
- Vlaanderen (Ultratop 50)
- Vlaanderen (Top 30 van Ultratop)
- Vlaanderen (De Afrekening)
- Wallonië
- Australië
- Canada
- Denemarken
- Duitsland
- Finland
- Frankrijk
- Ierland
- Italië
- Luxemburg
- Nieuw-Zeeland
- Noorwegen
- Oostenrijk
- Polen
- Portugal
- Spanje
- Verenigd Koninkrijk
- Verenigde Staten (Hot 100)
- Zweden
- Zwitserland